# 집단지도자
집단지도자(Gruppenführer)는 나치당의 준군사 계급으로 1925년에 제정된 SA 최상위 계급이었다.

## 돌격대 집단지도자
집단지도자는 일반적으로 슈탄다르텐(Standarten)로 알려진 다수의 연대급 SA부대로 편성된 "SA집단(SA-Gruppen)"을 지휘했다.

## 친위대 집단지도자
1930년, SS에도 제정된 집단지도자 계급은, 당초에는 "SS집단(SS-Gruppen)"을 지휘하는 SS장교와 고참 SS장성에게 수여되었다. 1932년, SS가 개편되면서 "SS집단"은 "SS상급국경수비단(SS-Oberabschnitts)"으로 재편성되었고, 집단지도자가 "SS국경수비여단"을, 상급집단지도자가 여러 개의 국경수비여단로 편성된 "SS상급국경수비단(SS-Oberabschnitts)"을 지휘하게 되었다. "SS상급국경수비단"은 당시 SS 부대로서는 가장 큰 제대였다. (Abschnitte, 압슈니테는 통상적으로 연대급 국경수비부대를 칭하기 때문에 국경수비연대로 번역되지만, SS에서는 Brigaden 즉 여단을 의미하기에 국경수비여단으로 번역된다. 1933년, SS여단(SS-Brigaden)은 SS국경수비여단(SS-Abschnitte)으로 명칭이 변경되었다.) 
SA와 마찬가지로 SS집단지도자는 초창기에는 국방군 대장에 상응하는 계급으로 여겨졌지만, 1934년 이후에는 국방군 중장에 준하는 계급으로 격하되었다. 제2차 세계 대전 당시 무장친위대에서는 SS집단지도자가 국방군 중장에 상응하는 계급으로 여겨지며, "SS집단지도자 겸 무장친위대 중장"이라는 계급 명칭이 일반화되었다. 
1930년부터 1942년까지 SA와 같은 계급장을 사용했던 SS에서는 세 장의 떡갈 나뭇잎으로 구성된 SS집단지도자 계급장은 제복 양 목깃에 부착했다. 하지만 1942년 SS에 최상급집단지도자 계급이 제정되면서 집단지도자 계급장에 약간에 변화가 가해져 다이아몬드 형상을 한 별이 하나 추가되었다. 
한편, 돌격대 집단지도자는 국방군 중장처럼 견장을 추가로 부착했다. 

## 여타 조직
집단지도자 계급은 국가사회주의 자동차군단(NSKK), 국가사회주의 항공군단(NSFK) 등 여타 나치 준군사 조직에서도 이용되었다. 1944년 향토방위군 소속 분대 규모의 소규모 제대인 "집단(Gruppe)"을 지휘하는 초급 부사관을 의미하는 국민돌격대 집단지도자 또한 같은 명칭을 사용했다. 
집단지도자라는 직책적인 측면에서 보자면 육군, 무장친위대, 공군 지상부대 등에서 9~10명으로 구성된 보병 분대장을 의미하는 용어이기도 하다. 국내 순행 도중, 요제프 디트리히 최상급집단지도자가 젊은 병사에게 부대에서 보직이 뭐냐고 묻자, "분대장, 분대장입니다! (Gruppenführer, Gruppenführer!)"라고 대답했다는 일화가 존재한다. (무장친위대에서는 "각하(Herr)"라는 경칭을 상관 앞에서 사용하지 않았다.)
독일 소방대에서 "집단지도자"는 8명으로 구성된 소방 분대 지휘관을 뜻한다. "집단(Gruppe)"은 독일 소방대의 최소 구성 단위이다. 현재, 집단지도자는 군사 부문에서는 계급적 의미를 상실하고, 보직과 직책을 나타내는 용어로만 사용되고 있다. 

## 같이 보기
- 친위대 제복 및 표장
- 무장친위대의 병과색